# Nikola Mijailović (siatkarz)
Nikola Mijailović (ur. 8 sierpnia 1989 w Ivanjicy) – serbski siatkarz, grający na pozycji przyjmującego.

## Przebieg kariery
| Lata                      | Klub                                 |
| ------------------------- | ------------------------------------ |
| 2008–2012                 | Partizan Belgrad                     |
| 2012–2013                 | Volley Menen                         |
| 2013–2014                 | MGS Ethnikos Aleksandropolis         |
| 2014–2015 (do 27.01.2015) | Partizan Belgrad                     |
| 2015 (od 30.01.2015)      | AO Foinikas Syros                    |
| 2015–2016 (od 06.12.2015) | MGS Ethnikos Aleksandropolis         |
| 2016 (od 25.03.2016)      | Tourcoing LM                         |
| 2016–2017                 | GFC Ajaccio VB                       |
| 2017–2018                 | Chaumont VB 52 Haute-Marne           |
| 2018–2019                 | Trefl Gdańsk                         |
| 2019–2020                 | Rennes Volley 35                     |
| 2020–2022                 | Olympiakos Pireus                    |
| 2022–2023                 | Tonno Callipo Calabria Vibo Valentia |
| 2023–                     | Galatasaray Stambuł                  |

## Sukcesy klubowe
Liga serbska:
- 2011
- 2015
- 2010

Liga belgijska:
- 2013

Liga grecka:
- 2021
- 2014, 2022[5]
- 2015

Superpuchar Francji:
- 2016, 2017

Puchar Francji:
- 2017

Liga francuska:
- 2018
- 2017

## Nagrody indywidualne
- 2016: MVP Superpucharu Francji